# Сан-Карлос (Кордова)
Сан-Карлос (исп. San Carlos) — город и муниципалитет на севере Колумбии, на территории департамента Кордова.

## История
Поселение, из которого позднее вырос город, было основано 3 мая 1777 года. Муниципалитет Сан-Карлос был выделен в отдельную административную единицу в 1923 году.

## Географическое положение

Муниципалитет Сан-Карлос

Город расположен в центральной части департамента, в пределах Прикарибской низменности, на расстоянии приблизительно 17 километров к востоку-северо-востоку (ENE) от города Монтерии, административного центра департамента. Абсолютная высота — 15 метров над уровнем моря.
Муниципалитет Сан-Карлос граничит на северо-западе с территорией муниципалитета Серете, на западе — с муниципалитетом Монтерия, на юге — с муниципалитетом Планета-Рика, на юго-востоке — с муниципалитетом Пуэбло-Нуэво, на востоке и северо-востоке — с муниципалитетом Сьенага-де-Оро. Площадь муниципалитета составляет 505 км².

## Население
По данным Национального административного департамента статистики Колумбии, совокупная численность населения города и муниципалитета в 2015 году составляла 27 104 человека.
Динамика численности населения муниципалитета по годам:
| 2005   | 2006   | 2007   | 2008   | 2009   | 2010   | 2011   | 2012   | 2013   | 2014   | 2015   |
| ------ | ------ | ------ | ------ | ------ | ------ | ------ | ------ | ------ | ------ | ------ |
| 23 622 | 23 939 | 24 253 | 24 597 | 24 932 | 25 285 | 25 644 | 26 002 | 26 366 | 26 737 | 27 104 |

Согласно данным переписи 2005 года мужчины составляли 52,4 % от населения Сан-Карлоса, женщины — соответственно 47,6 %. В расовом отношении белые и метисы составляли 99,5 % от населения города; негры, мулаты и райсальцы — 0,4 %; индейцы — 0,1 %.
Уровень грамотности среди всего населения составлял 76,2 %.

## Экономика
48,5 % от общего числа городских и муниципальных предприятий составляют предприятия торговой сферы, 48 % — предприятия сферы обслуживания, 3,5 % — промышленные предприятия.